# Platygaster marginata
Platygaster marginata är en stekelart som beskrevs av Thomson 1859. Platygaster marginata ingår i släktet Platygaster och familjen gallmyggesteklar. Arten är reproducerande i Sverige. Inga underarter finns listade i Catalogue of Life.